# Vakaga
Vakaga és una de les 14 prefectures de la República Centreafricana. Està situada en l'extrem nord del país, sent una de les quatre cantonades centrafricanes. Té fronteres amb el Txad i el Sudan. La seva capital és Birao. Frontereja amb les prefectures de Bamingui-Bangoran i Haute-Kotto al sud.
A més de Birao, també és important la ciutat d'Ouanda Djallé, al sud.
A Vakaga es troben dos dels tres parcs naturals dels quals compta el país: St. Floris, que també està a Bamingui-Bangoran, i el Parc Natural d'André Félix.